# 方媛
方媛（Moka Fang，1987年7月6日—），中國大陸模特兒，香港藝人郭富城的妻子。

## 外部連結
- 方媛的新浪微博